# Весо
Весо (фр. Ouésso) — місто на півночі Республіки Конго, адміністративний центр департаменту Санга. Розташований на берегах річки Санга в оточенні тропічних лісів, на висоті 340 м над рівнем моря. Населення міста за даними перепису 2007 року становить 28,2 тис. осіб.

## Клімат
Місто знаходиться у зоні, котра характеризується мусонним кліматом. Найтепліший місяць — квітень із середньою температурою 27.2 °C (81 °F). Найхолодніший місяць — липень, із середньою температурою 25 °С (77 °F).
| Клімат Весо             | Клімат Весо | Клімат Весо | Клімат Весо | Клімат Весо | Клімат Весо | Клімат Весо | Клімат Весо | Клімат Весо | Клімат Весо | Клімат Весо | Клімат Весо | Клімат Весо | Клімат Весо |
| Показник                | Січ.        | Лют.        | Бер.        | Квіт.       | Трав.       | Черв.       | Лип.        | Серп.       | Вер.        | Жовт.       | Лист.       | Груд.       | Рік         |
| Абсолютний максимум, °C | 35          | 38          | 41          | 41          | 35          | 36          | 32          | 35          | 34          | 37          | 36          | 35          | 41          |
| Середній максимум, °C   | 31          | 31          | 32          | 32          | 31          | 30          | 29          | 29          | 30          | 30          | 30          | 30          | 30          |
| Середня температура, °C | 25          | 25          | 26          | 26          | 26          | 25          | 24          | 24          | 25          | 25          | 25          | 25          | 25          |
| Середній мінімум, °C    | 20          | 20          | 21          | 21          | 21          | 21          | 20          | 20          | 20          | 20          | 20          | 20          | 21          |
| Абсолютний мінімум, °C  | 16          | 17          | 17          | 18          | 18          | 18          | 17          | 16          | 16          | 16          | 18          | 15          | 15          |
| Норма опадів, мм        | 50          | 70          | 150         | 120         | 150         | 110         | 70          | 150         | 210         | 220         | 150         | 80          | 1590        |
| Днів з дощем            | 4           | 6           | 8           | 8           | 8           | 7           | 5           | 9           | 12          | 12          | 9           | 6           | 102         |
| Вологість повітря, %    | 81          | 79          | 79          | 80          | 81          | 83          | 82          | 81          | 83          | 83          | 83          | 82          | 81          |
| ----------------------- | ----------- | ----------- | ----------- | ----------- | ----------- | ----------- | ----------- | ----------- | ----------- | ----------- | ----------- | ----------- | ----------- |
| Джерело: Weatherbase    |             |             |             |             |             |             |             |             |             |             |             |             |             |